# Montse, amiga de los animales
Montse, la amiga de los animales o Montse, amiga de los animales es una historieta creada por Enrich en 1978 para la revista juvenil femenina Gina de Editorial Bruguera.

## Argumento
La protagonista de la serie es Montse, una niña rubia con trenzas y gafas redondas que le dan un aire estudioso, de aspiraciones ecologistas, que vive con sus padres en una casa ajardinada en las afueras. Generalmente la relación de Montse con los animales suele perjudicar de un modo u otro a su padre, especialmente cuando acoge alguno desvalido temporalmente en su casa, aunque en otras ocasiones también le ayudan a salir de más de un apuro. A su corta edad, Montse es una especialista en todos ellos, desde un gato doméstico a un gorila, pasando por un pingüino.

## Trayectoria
Esta serie fue una de las primeras publicadas en España sobre respeto a la naturaleza dirigidas específicamente al público femenino. El personaje obtuvo una estimable popularidad entre sus lectores, y la historieta fue publicada en otras revistas como "Esther" (1981-1985). En 1990 Bruguera publicó en un tomo recopilatorio de su colección "Olé" gran parte de sus aventuras. 